# サプタハ
サプタハ（Siptah、在位：紀元前1193年頃 - 紀元前1187年頃）は、古代エジプト第19王朝第7代目のファラオ。即位名はアクエンラー・セテプエンラー。

## 概要
先代の王セティ2世の死により後継者として即位したが、生前に指名された皇太子ではなく、成人にも達していなかった。父親をはじめ具体的な血縁関係は分かっていない。治世の二年目に誕生名をメルエンプタハ・サプタハと変えていることから、メルエンプタハが父親である可能性もあるが、先代のセティ2世とアメンメセスである可能性もある  。
政治の実権はセティ2世の妃だったタウセルトと宰相のバイが握っていた。バイは有能な人物で、その権力は王家の谷に墓を建設することを許されるほど強大であったとされる。しかし、デイル・エル・メディーナ出土の陶片に書かれた記録によれば、サプタハの治世4年目に王位の簒奪を企てた廉で殺害されたという。だがサプタハも在位6年で夭逝した。継承者となる直系の男子がいなくなったため、後見人であったタウセルトが女王として即位した。
アメンヘテプ2世の王墓から見つかったサプタハのミイラは足が大きく曲がっており、幼児期に急性灰白髄炎と思われる病を患っていたことが判明した。死亡時の年齢は16歳頃と特定されており、病弱で自ら政務を執り行えるような状態になかったことを伺わせている。